# Patalene nutriaria
Patalene nutriaria är en fjärilsart som beskrevs av Walker 1860. Patalene nutriaria ingår i släktet Patalene och familjen mätare. Inga underarter finns listade i Catalogue of Life.